# Panissage
Panissage foi uma comuna francesa na região administrativa de Auvérnia-Ródano-Alpes, no departamento de Isère. Estendia-se por uma área de 4,88 km². Em 2010 a comuna tinha 451 habitantes (densidade: 92,4 hab./km²).
Em 1 de janeiro de 2019, passou a formar parte da nova comuna de Val-de-Virieu.